# Дистална клавикуларна остеолиза
Дистална клавикуларна остеолиза, остеолиза дисталног краја  кључне кости (ДКО) или „раме дизача тегова“ је патолошки процес који укључује ресорпцију (остеолозу) субхондралне кости у дисталном делу кључне кости. Стање се обично манифестује као бол локализован у акромиоклавикуларном зглобу (АК зглобу).
Већина пацијената са ДКО реагује на конзервативно лечење, иако се симптоми често враћају са наставком претходне активности. Пацијенти код којих конзервативно лечење не успе или који одбијају да ограниче своје активности кандидати су за хируршко лечење (ресекција дисталне клавикуле). Једине контраиндикације забележене за хируршко лечење ДКО су оне опште за операцију

## Историја
Дистална клавикуларна остеолиза је први пут описан 1936. године као стање настало као последица акутне трауме рамена. Данас се типично описује као последица трауме повезане са контактним спортовима, падовима и несрећама изазваним моторним возилима. 
Дистална клавикуларна остеолиза је 1959. године је први пут описана  код оператера ваздушног чекића без доказа о акутној трауми. 
Кејхил је 1982. године приказао 45 мушких спортиста (од којих су 44 пацијената,  били дизачи тегова) са дисталном клавикуларном остеолизом, за које је утврдио да је узрокована понављајућим микротраумама.  

## Епидемиологиј
Остеолиза АК зглоба је најчешћа међу дизачима тегова и другим спортистима који раде значајан тренинг са теговима. Инциденција дисталне клавикуларне остеолиза се непрестано повећала са порастом популарности тренинга са теговима у последњих неколико деценија.
Како све више жена учествује у такмичарском и рекреативном дизању тегова и спортовима који укључују бацање изнад главе, и све више жена болује од ДКО.
Дистална клавикуларна остеолиза такође може утицати и на људе који често подижу тешке предмете изнад главе (као што су радници у грађевинарству или фабрици) или на други начин врше компресију рамена понављајућим покретима изнад главе (као што су тенисери или играчи сквоша, такмичари у пливању итд.).

## Етиологија
Специфичан узрок дисталне клавикуларне остеолизе није у потпуности схваћен. У литератури се кроз историју наводи неколико различитих теорија о етиологији ДКО:
- Прва теорија је предложила аутономно неуроваскуларно порекло; јер је један од аутор приметио присуство ипсилатералне анизокорије код четири од осам пацијената.
- Теорија изнета у другом извештају предлаже синовијалну инвазију субхондралне кости
- Cahill, у свом извештају наводи присуство микрофрактура у субхондралној кости у 50% случајева, на основу којих је закључио да понављајућа микротраума изазива субхондралне стресне фрактуре и ремоделирање.[3] Ова теорија је својевремено била најшире прихваћена.

### Предиспонирајући фактори
Међутим, сматра се да је ДКО узрокована једним или комбинацијом неколикои предиспонирајућих фактора, као што су:
- понављајуће повреде АК зглоба или дисталне кључне кости
- понављајући покрети са великим теговима (отуда назив "раме дизача тегова")
- комбинација дуготрајног хабања раменог зглоба у комбинацији са неким предиспонирајућим стањем зглобова, као што је реуматоидни артритис
- друге основне болести или хронична стања која могу утицати на АК зглоб, као што су инфекције
- траума тупим предметом кључне кости (ударац као што је пад или физички ударац), ретко.

Међу дизачима тегова, сматра се да одређене активности преоптерећују зглоб, узрокујући микротрауму и оштећење, за које спортиста нема времена да залечи између сесија дизања тегова. Ово доводи до расорпције кости, а не и до њеног зарастања.

## Клиничка слика
Клиничка слика и симптоми овог стања укључују:
- Оштар бол у АК зглобу или кључној кости током активности
- Континуирани тупи бол или осетљивост ових истих области током неактивности
- Запаљење (оток) у пределу рамена или кључне кости

Дистална клавикуларна остеолиза има тенденцију да напредује прилично споро и почиње тупим болом, осетљивошћу или укоченошћу рамена која се временом погоршава. Бол се обично јавља у предњем делу рамена у АЦ зглобу, а погоршава се са активностима које укључују подизање тешких терета, гурање или бацање. Временом, до приближно три центиметра кости може еродирати.

## Терапија
Лечење је обично нехируршко и укључује криотерапију и одмарање рамена, узимање антиинфламаторних лекова и физикалну терапију. У неким случајевима може бити потребна операција. Третман се фокусира на смањење бола и минимизирање активности које погоршавају стање док се организму ставља време за обнову кости (реминерализација).
Стандардни конзервативни третман укључује:
- одмор
- криотерпију
- НСАИЛ (нестероидне антиинфламаторне лекове)

Пацијентима  који су пушачи саветује се да престану да пуше како би помогли у процесу реминерализације костију (враћање калцијума у кости). 
До окончања терапије може проћи неколико месеци, односно све док се кост не опорави.
Ако конзервативни третмани не реминерализују кључну кост, може се  операцијом уклонити део дисталног краја кључне кости да би се ублажили симптоми.

## Прогноза
Иако је исход конзервативног лечења добар, многи пацијенти не могу да ограниче своје активности. Ови пацијенти, као и они код којих је конзервативно лечење неефикасно, могу очекивати добре до одличне резултате хируршке интервенције. Пацијенти са етиологијом трауме могу имати повећан ризик од неповољних резултата. Пацијенти такође могу развити симптоме у контралатералном екстремитету.
Што се тиче хируршког лечења, резултати се разлику у исходима између отворене и артроскопске ресекције дисталног дела кључне кости. Конкретно, артроскопска ресекција је имала 90% успеха, са директним приступом који је резултовао бржим повратком на посао и спорт. Лоши исходи су пријављени за  радника и пацијенте који су имали посттрауматски ДКО.